# Crataegus pontica
Crataegus pontica — вид рослин із родини трояндових (Rosaceae).

## Біоморфологічна характеристика
Це не колюче листопадне дерево з широкою кроною, 6–10 метрів у висоту. Плоди жовті, від іржаво-зелених до оранжево-жовтих, часто червонуваті з боків і з червонуватими точками і сильно сплюснуті на полюсах, 15–28 мм у діаметрі; у центрі плоду є 2–4 досить великі насінини.

## Середовище проживання
Росте у Причорномор'ї та центральній і західній Азії — Північний Кавказ, Туреччина [євр. + аз.], Азербайджан, Вірменія, Грузія, Іран, Ірак, Казахстан, Киргизстан, Палестина, Таджикистан, Туркменістан, Узбекистан. Зазвичай розсіяний, іноді утворює гаї на сухих, зазвичай кам'янистих, але іноді й дрібноземельних схилах.

## Використання

#### як їжа
Плоди вживають сирими чи приготовленими, їх також можна висушити. М'якуш великий, з приємним смаком. Плоди є популярною дикою їжею в Західній та Центральній Азії, де їх збирають у великій кількості з дикої природи та часто продають на місцевих ринках.

#### як ліки
Хоча жодних конкретних згадок про цей вид не було помічено, плоди та квіти багатьох видів глоду добре відомі в трав'яній народній медицині як тонізувальний засіб для серця, і сучасні дослідження підтвердили це використання.

#### інше
Деревина є цінною для виготовлення дрібних виробів.